# 傑弗里·塔伯
傑弗里·邁克爾·塔伯（英語：Jeffrey Michael Tambor，1944年7月8日—）是一位美國男演員，出生於美國舊金山，畢業於舊金山州立大學學士，韋恩州立大學碩士。著名演出作品如電視劇《透明家庭》、《發展受阻》，成名於《發展受阻》中飾演主角邁克爾·布魯斯的父親喬治·布魯斯，獲得兩次提名艾美獎喜劇類最佳男配角獎，在蓋瑞·桑德林創作的90年代節目《拉里·桑德斯秀》裏演Hank Kingsley，四次提名艾美獎喜劇類最佳男配角獎。

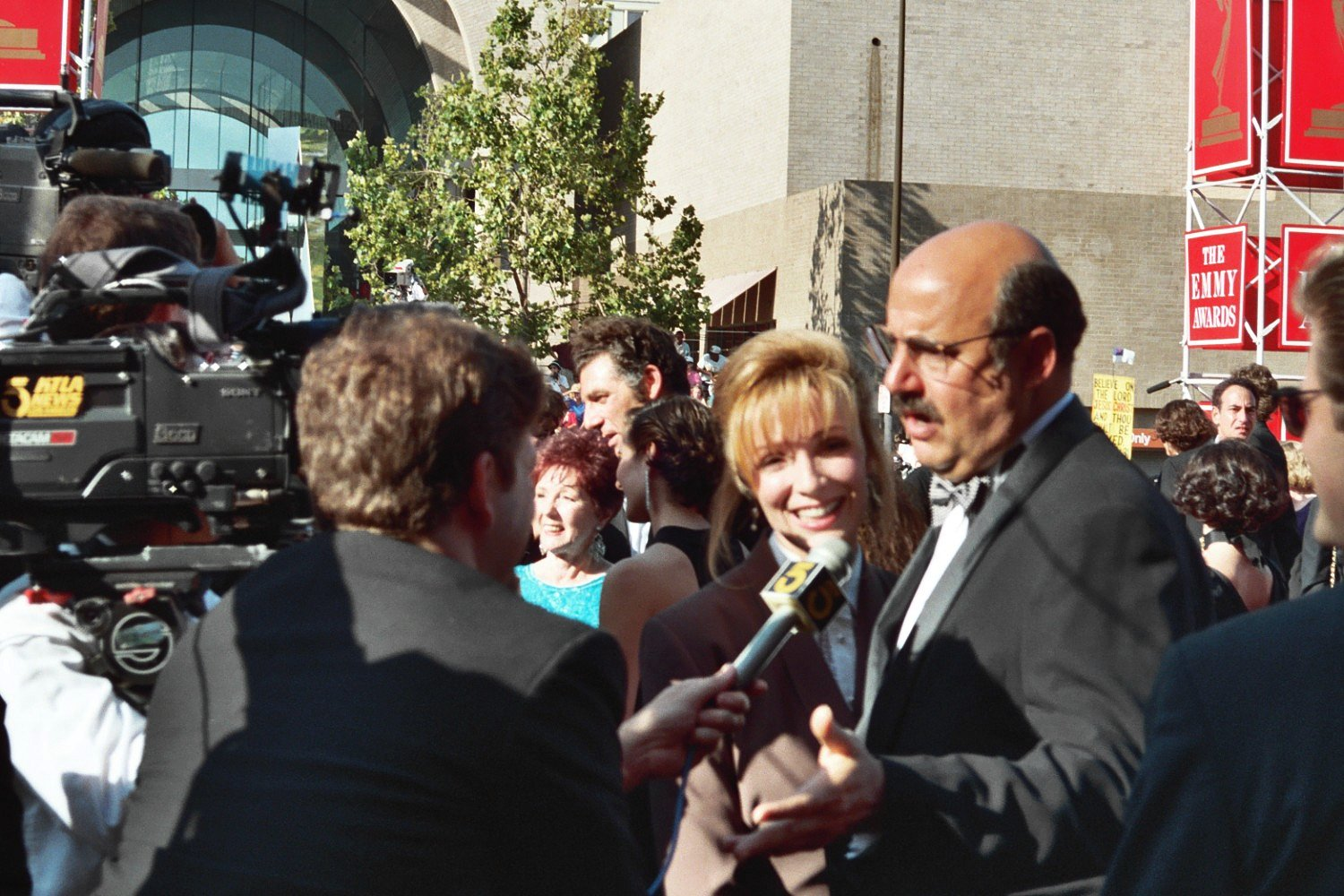
1993年，塔伯在艾美獎頒獎典禮上

## 演藝生涯
塔伯在演藝生涯中，常以配角為主。比如《家庭主夫(電視劇)》、《幕後殺手》、《天使神差》、《怪醫杜立德》、《波拉克》、《宿醉》、《波普先生的企鵝》、《我們撞到外星人》等。比如電視劇《三人行》、《傲骨賢妻》、《靈媒緝兇》、《靈異妙探Psych》、《CSI》等。在節目《Hollywood Squares》中當主持人，他也曾主持過不少節目。

## 作品

### 電影或電視劇
- 2020，《魔法訓練營》（Magic Camp (film)），飾Roy Preston。
- 2020，《揭開面紗：好萊塢的跨性別人生》，飾Self (archive footage)。
- 2019，《神奇樂園歷險記》，飾波爸王（King Peppy）。
- 2018，《發展受阻第五季》，飾主角邁克爾·布魯斯的父親喬治·布魯斯。
- 2017，《史達林之死》，飾格奧爾基·馬林科夫。
- 2017，《透明家庭第四季》，飾莫拉·弗費曼。
- 2017，《奧維爾星艦探索號》，飾Ben Mercer1episode。
- 《發展受阻Arrested Development》，飾主角邁克爾·布魯斯的父親喬治·布魯斯。
- 2017，《魔髮奇緣：劇集版第一季》，配音大鼻子（Big Nose Thug）大鼻流氓。
- 2017，《55步》，飾Mort Cohen。
- 2017，《魔髮奇緣：幸福前奏》，配音大鼻子。
- 2017，《美麗心境界》，飾莫特·寇恩。
- 2017，《醉漢的冒險》，飾上帝。
- 2017，《Four Seasons》
- 2016，《會計師》，飾法蘭西斯·西爾弗伯格。
- 2016，《魔發精靈》，飾波爸王（King Peppy）
- 2016，《透明家庭第三季》，飾莫拉·弗費曼。
- 2016，《公主闖天關》，配音公主的字彙智者。
- 2015，《透明家庭第二季》，飾莫拉·弗費曼。
- 2015，《東方大學第三季》
- 2015，《D號列車》（The D Train），飾 Bill Shurmur。
- 2014，《透明家庭第一季》，飾莫拉·弗費曼。
- 2014，《珍麻煩》，飾Don Hirsch (unknown episodes)
- 2014，《該死的聖誕快樂》（A Merry Friggin' Christmas），飾Snow Globe Snowman (voice)。
- 2014，《公寓的煩惱》（Apartment Troubles）
- 2013，《菲爾史佩克特傳奇》，飾Bruce Cutler。
- 2013，《醉後大丈夫3》，飾席德·嘉納。
- 2013，《洋葱新聞帝國》（Onion News Empire），飾大衛·布萊恩特。
- 2013，《傲骨賢妻第五季》，飾法官。
- 2013，《東方大學第二季》
- 2012，《半路情緣》，飾Walt。
- 2012，《莫斯科2017》，飾鮑伯，吉邦斯。
- 2012，《怪獸大戰外星人外傳：活死人蘿蔔之夜》（Night of the Living Carrots）
- 2011，《波普先生的企鵝》，Mr. Gremmins。
- 2011，《我們撞到外星人》，飾Adam Shadowchild。
- 2011，《醉後大丈夫2》，飾席德·嘉納。
- 2011，《捕蠅紙》（Flypaper (2011 film)，飾戈登·布萊特。
- 2011，《幸福雙贏》（Win Winfilm)，飾史蒂芬·維格曼。
- 2011，《辛運》（Lucky），飾Detective Waylon
- 2011，《東方大學 第一季》（China, IL Season 1）
- 2010，《嫌疑犯相冊》（Operation: Endgame），飾Devli。
- 2010，《[[狗狗震夏令營冒險記

2010]]》，飾Calvin Curdles。
- 2010，《魔發奇緣》，配音大鼻子（Big Nose Thug）大鼻流氓
- 2010，《Meeting Spencer》
- 2010，《Rex Is Not Your Lawyer》
- 2010，《海綿寶寶：比基尼島下的傳奇》
- 2009，《間諜亞契第一季》
- 2008，《犯罪現場調查第九季》
- 2008，《地獄怪客2：金甲軍團》，飾曼寧探員Tom Manning。
- 2008，《蝙蝠俠：英勇無畏第一季》
- 2001，《榮耀家族第一季》
- 2009，《謊言的誕生》，飾安東尼。
- 2009《宿醉》，飾希德加納
- 2009，《怪物大戰外星人：來自外太空的變異南瓜》
- 2009，《風流007》，飾萊恩·崔克斯特。
- 2009，《大戰外星人》
- 2008，《超級英雄》
- 2008，《Radio Adventures of Dr. Floyd》
- 2008，《Welcome to the Captain》
- 2008，《GoodBehavior》
- 2007，《地獄男爵2：黃金軍團》
- 2007，《隨心逐流》
- 2007，《word girl》
- 2007《可認證的喬納斯》，演自己。
- 2006，《The King of Central Park》
- 2006，《Twenty Good Years》
- 2006，《俏媽新上路第一季》
- 2005，《發展受阻第三季》
- 2005，《靈媒緝兇第一季
- 2005，《布偶綠野仙蹤》（The Muppets' Wizard of Oz），飾魔法師。
- 2005，《Earth to America》
- 2004，《地獄怪客》，飾湯姆·曼寧。
- 2004，《Nobody's Perfect》
- 2004，《歐洲性旅行》
- 2004，《海綿寶寶電影版》，配音海神（King Neptune）。
- 2004，《地獄男爵：創造種子》，演自己。
- 2004，《發展受阻第二季》
- 2004，《明星夥伴第一季》
- 2003，《發展受阻第一季》
- 2003，《聖誕節時的伊洛伊斯》（Eloise at Christmastime），飾Mr.salmone。
- 2003，《托斯卡納豔陽下》，飾弗朗西絲的離婚律師。
- 2003，《今夜戀出事》
- 2003，《艾洛思的頂級生活》，飾Mr.salmone。
- 2003，《馬里布綁票案》
- 2002，《3-South》
- 2002，《焦頭爛額》
- 2002，《That Was Then》
- 2002，《Ozzy & Drix》
- 2001，《很快痊癒》
- 2001，《從不再來》（Never Again），飾克里斯多福。
- 2000，《鬼靈精》，飾市長（Mayor Augustus May Who）
- 2000，《波拉克與他的情人》，飾克萊姆·格林伯格。
- 2000，《sammy》
- 1999，《教廷格爾夫人》（Teaching Mrs. Tingle），飾Coach Wenchell。
- 1999，《移魂女郎》，飾Dr.Potts。
- 1999，《我愛師母》
- 1999，《女生向前走》，飾Dr. Melvin Potts。
- 1999，《太空布偶歷險記》，飾K. Edgar Singer。
- 1999，《給汀格爾老師上一課》
- 1999，《Everything's Relative》
- 1998，《第六感生死緣》
- 1998，《哈啦瑪莉》，飾Sully。
- 1998，《怪醫杜立德》，飾 Dr. Fish
- 1998，《Me & George》
- 1997，《有線大亨戰》
- 1996，《The Man Who Captured Eichmann》
- 1996，《大霸王》（Big Bully），飾Art。
- 1996，《愛情特效藥》
- 1996，《我的老闆的女兒》（My Boss's Daughter），飾肯尼。
- 1996，《Tracey Takes On...》
- 1995，《魔鬼瘦身營》
- 1995，《我的老師的妻子》（My Teacher's Wife），飾Jack Boomer。
- 1994，《鴨人》
- 1994，《新午夜狂奔》
- 1993，《家庭主夫》
- 1993，《At Home with the Webbers》
- 1993，《山間小屋》
- 1993，《Jonny's Golden Quest》
- 1993，《Living and Working in Space: The Countdown Has Begun》
- 1992，《渡橋》
- 1992，《杏林戰場》
- 1992，《血影疑雲》
- 1992，《Capitol Critters》
- 1992，《1775》
- 1991，《醜態百出》（Life Stinks），飾Vance Crasswell。
- 1991，《城市鄉巴佬》，飾盧。
- 1990，《The Easter Story》
- 1990，《神奇小子》
- 1990，《A Quiet Little Neighborhood, a Perfect Little Murder》，飾唐·海克。
- 1990，《American Dreamer》
- 1999，《The Lot Season1》
- 1997，《律師本色第一季》
- 1992，《拉里·桑德斯秀第一季》
- 1990，《法律與秩序第一季》
- 1990，《Equal Justice》
- 1990，《魔界奇譚第二季》，飾 Charlie Marno。
- 1989，《天才小醫生第一季》
- 1989，《魔界奇譚第一季》
- 1989，《天使神差》
- 1989，《麗莎》
- 1988，《Empty Nest》
- 1988，《第六感生死緣》，飾昆斯。
- 1987，《辣手少年》（Three O'Clock High），飾Mr.Rice。
- 1987，《雙面麥斯》
- 1987，《基督誕生記》
- 1987，《雙面麥斯》
- 1986，《洛城法網第一季》
- 1986，《Mr. Sunshine》
- 1986，《Wildfire》
- 1985，《奇異的世界第一季》
- 1985，《黃金女郎第一季》
- 1985，《愛的甘露》
- 1985，《羅伯特·肯尼迪》
- 1984，《成長沒煩惱》
- 1984，《愛情使你盲目》
- 1983，《糊塗隱形人》
- 1983，《格洛麗亞》
- 1983，《家庭主夫》，飾Jinx。
- 1983，《毒海餘生》
- 1983，《The Awakening of Candra》
- 1983，《Sadat》
- 1983，《Oh Madeline》
- 1982，《轉捩點》
- 1982，《The Dream Chasers》
- 1982，《朝九晚五》
- 1981，《十四號星期六》（Saturday the 14th），飾Waldemar。
- 1981，《六星伴月》
- 1980，《伸張正義》
- 1980，《CBS Children's Mystery Theatre》，飾尼克·阿勒西奧。
- 1981，《山街藍調第一季》
- 1980，《鐵窗亡魂》
- 1979，《妙房東》
- 1979，《義勇急先鋒》，飾Jay Porter。
- 1979，《The Ropers》，飾Jeffrey P. Brookes III。
- 1978，《出租汽車》
- 1977，《愛之船》
- 1977，《三人行第一季》
- 1975，《笑警巴麥》
- 1975，《最佳拍檔》
- 1973，《光頭偵探科傑克》（Kojak）
- 1972，《外科醫生 (電視劇)》

## 獲獎記錄

### 美國金球獎
- 2016，電視音樂喜劇類最佳男主角，透明人生，提名。
- 2015，音樂/喜劇類劇集最佳男主角，透明人生，獲獎。

### 艾美獎
- 2005年，第57屆喜劇類劇集-喜劇類劇集最佳男配角，發展受阻，提名。
- 2015，第67屆喜劇類劇集-喜劇類劇集最佳男主角，透明家庭，獲獎。
- 2016年，第68屆喜劇類劇集-最佳男主角，透明人生，獲獎。

### 演員工會獎
- 2016，第22屆喜劇類-最佳男演員獎，透明人生，獲獎。
- 2016，第22屆最佳喜劇類集體表演獎透明人生，提名。

## 外部連結
- 傑弗里·塔伯在互联网电影资料库（IMDb）上的資料（英文）